# 대한민국 민법 제102조
대한민국 민법 제102조는 과실의 취득에 대한 민법총칙 조문이다. 2022년 12월 13일에 법률 제19069호로 일부개정되어 시행되었다.

## 조문
제102조(과실의 취득) ① 천연과실은 그 원물로부터 분리하는 때에 이를 수취할 권리자에게 속한다.
②법정과실은 수취할 권리의 존속기간일수의 비율로 취득한다.

第102條(果實의 取得) ① 天然果實은 그 元物로부터 分離하는 때에 이를 收取할 權利者에게 屬한다.
②法定果實은 收取할 權利의 存續期間日數의 比率로 取得한다.

## 해설
본 규정은 임의규정으로 당사자가 다르게 약정할 수 있고, 법정과실은 수취할 권리의 존속기간일수의 비율로 취득하므로 임대가옥의 소유자(임대인), 소비대차의 채권자가 변경되었을 경우에는, 임료, 이자 등은 그 권리의 존속기간에 따라 일수계산으로 분배하는 것을 원칙으로 한다 과실과 달리 물건이 아니며 물건을 사용하는 자가 누리는 무형의 재산적 이익인 사용이익은 과실에 준하여 처리한다

## 판례
- 분할 받은 공동상속인 또는 공동상속인들로부터 양수한 자는 민법 제102조에 따라 그 과실을 수취할 권능도 보유한다.[3]
- 상속재산의 소유권을 취득한 자는 민법 제102조에 따라 그 과실을 수취할 권능도 보유한다고 할 것이므로, 피인지자에 대한 인지 이전에 상속재산을 분할한 공동상속인이 그 분할받은 상속재산으로부터 발생한 과실을 취득하는 것은 피인지자에 대한 관계에서 부당이득이 된다고 할 수 없다[4].

## 참고 문헌
- 오현수, 일본민법, 진원사, 2014. ISBN 978-89-6346-345-2
- 오세경, 대법전, 법전출판사, 2014 ISBN 978-89-262-1027-7
- 이준현, LOGOS 민법 조문판례집, 미래가치, 2015. ISBN 979-1-155-02086-9

## 같이 보기
- 부동산
- 동산